# Sacciolepis vilvoides
Sacciolepis vilvoides là một loài thực vật có hoa trong họ Hòa thảo. Loài này được (Trin.) Chase miêu tả khoa học đầu tiên năm 1908.